# ان‌جی‌سی ۶۰
ان‌جی‌سی ۶۰ (به انگلیسی: NGC 60) یک کهکشان مارپیچی با قدر ظاهری ۱۵٫۴ است که در صورت فلکی ماهی قرار دارد.